# Championnat du Malawi de football
Le championnat du Malawi de football (TNM Super League) a été créé en 1986.

## Palmarès
| Année | Champion                 |
| 1986  | Bullets FC (1)           |
| 1987  | CIVO United (1)          |
| 1988  | MDC United (1)           |
| 1989  | ADMARC Tigers (1)        |
| 1990  | MTL Wanderers (1)        |
| 1991  | Bullets FC (2)           |
| 1992  | Bullets FC (3)           |
| 1993  | Silver Strikers F.C. (1) |
| 1994  | Silver Strikers F.C. (2) |
| 1995  | MTL Wanderers (2)        |
| 1996  | Silver Strikers F.C. (3) |
| 1997  | MTL Wanderers (3)        |
| 1998  | MTL Wanderers (4)        |
| 1999  | Bullets FC (4)           |
| 2000  | Bullets FC (5)           |
| 2001  | Bullets FC (6)           |
| 2002  | Bullets FC (7)           |
| 2003  | Bullets FC (8)           |
| 2004  | Bullets FC (9)           |
| 2005  | Bullets FC (10)          |
| 2006  | MTL Wanderers (5)        |
| 2007  | Super ESCOM (1)          |
| 2008  | Silver Strikers F.C. (4) |
| 2010  | Silver Strikers F.C. (5) |
| 2011  | Super ESCOM (2)          |
| 2012  | Silver Strikers F.C. (6) |
| 2013  | Silver Strikers F.C. (7) |
| 2013  | Silver Strikers F.C. (8) |
| 2014  | Bullets FC (11)          |
| 2015  | Bullets FC (12)          |
| 2016  | Kazumu Barracks F.C. (1) |
| 2017  | MTL Wanderers (6)        |
| 2018  | Bullets FC (13)          |
| 2019  | Bullets FC (14)          |
| 2021  | Bullets FC (15)          |
| 2022  | Bullets FC (16)          |
| 2023  | Bullets FC (17)          |
| 2024  | Silver Strikers (9)      |

## Bilan
| Club                              | Titres | Années                                                                                               |
| --------------------------------- | ------ | --- |
| Bullets Football Club de Blantyre | 17     | 1986, 1991, 1992, 1999, 2000, 2001, 2002, 2003, 2004, 2005, 2014, 2015, 2018, 2019, 2021, 2022, 2023 |
| Silver Strikers                   | 9      | 1993, 1994, 1996, 2008, 2010, 2012, 2013, 2013, 2024                                                 |
| MTL Wanderers                     | 6      | 1990, 1995, 1997, 1998, 2006, 2017                                                                   |
| Super ESCOM                       | 2      | 2007, 2011                                                                                           |
| CIVO United                       | 1      | 1987                                                                                                 |
| MDC United                        | 1      | 1988                                                                                                 |
| ADMARC Tigers                     | 1      | 1989                                                                                                 |
| Kamuzu Barracks F.C.              | 1      | 2016                                                                                                 |